# Adée Leander-Flodin
Adée Leander-Flodin (Helsinki, 29 mei 1873 – Rome, 6 juli 1935) was een Fins zangeres. Haar stembereik was sopraan. Ze was zowel operazangeres als coloratuursopraan.
Adolphine Thérèse Leander was de dochter van de componist en dirigent Adolf Leander en Mathilda Emilia Fagerlund. Ze studeerde in Finland bij Abraham Ojanperä en Emilie Mechelin. Daarna kreeg ze haar muzikale opleiding aan de Opéra-Comique in Parijs (1897-1898), alwaar ze ook zong. Haar docente was daar Rosine Laborde.
In 1900 huwde ze de pianist, componist en muziekcriticus Karl Flodin en ging het echtpaar op tournee door Scandinavië. Geïnspireerd door een tournee in Zuid-Amerika, verhuisde het echtpaar in 1908 naar Buenos Aires, maar in 1921 remigreerden de twee. Adée Leander vestigde zich later in Rome. Daar gaf zij nog een aantal jaren zangles. Gedurende haar leven zong ze een aantal premières van liederen van Jean Sibelius.
Erkki Melartin droeg een van zijn liederen uit opus 73 aan haar op.

## Enkele concerten
- 3 maart 1898 in de concertzaal van Brødrene Hals, een concert samen met Dagny Arbo (piano) en Gustav Lange (viool) met onder meer een aria van Wolfgang Amadeus Mozart
- 9 februari 1901 in Logens grote zaal, Oslo, met onder andere Martin Knutzen met aria’s van Ambroise Thomas, Gaston Lemaire en de première van Sibelius Den första kissen en Säf säf susa